# Lebanon (Wirginia)
Lebanon – miasto w Stanach Zjednoczonych, w stanie Wirginia, w hrabstwie Russell.